# ماكينة العلك

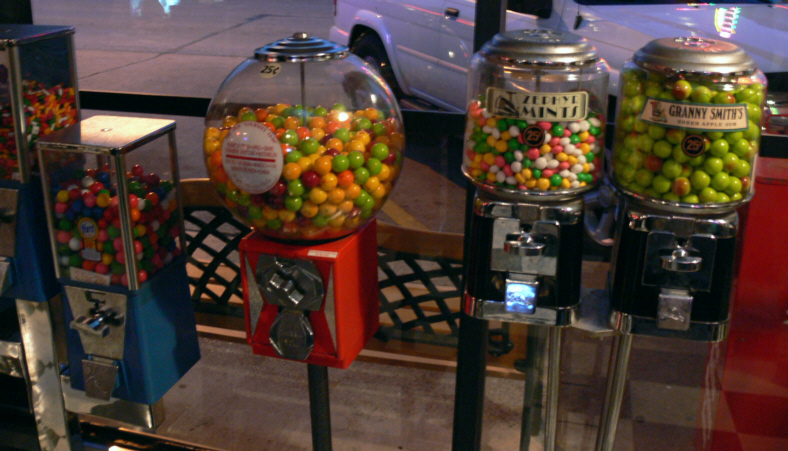
مجموعة من ماكينات العلك الحديثة في واجهة محل بمدينة دالاس.

ماكينة العلك هي جهاز تجاري من آلات البيع بالجملة يصرف العلكة بمقابل بسيط عادةً. وبعد أن كان السعر المعتاد لقطعة من العلك في الولايات المتحدة هو واحد بنس، أصبح سعرها الآن ربع دولار.

## معلومات تاريخية
على الرغم من وجود ماكينات البيع لبيع العلكة مربعة الشكل منذ عام 1888م، فلم تظهر أول ماكينة لبيع العلك الذي يشبه الكرات قبل عام 1907 (ويرجح أن أول منتج لها هو شركة توماس آدم لصناعة العلكفي الولايات المتحدة). وأفردت شركة نوريس للصناعات -المسجلة في 1923- خطًا رئيسيًا لإنتاج ماكينات العلك وكان ذلك في الثلاثينيات من القرن العشرين. وهذه الماكينات تعمل بالبنس أو بالنيكل.
وتعد شركة فورد لصناعة العلك وشركة أكرون-نيويورك لصناعة الماكينات من أوائل المصنعين لعلك الماكينات في الولايات المتحدة. وماكينات العلك التي تنتجها شركةفورد عليها علامة تجارية لونها كرومي واضح ولامع؛ ووصل الطلب على العلك لماكينات فورد إلى مؤسسات الخدمات المحلية مثل نادي ليونز وكيوانيس العالمية.

## الوصف
تتكون ماكينة العلك بوجه عام من كرة شفافة (كانت تصنع من الزجاج، وتصنع حاليًا من البلاستيك غالبًا) ممتلئة بالعلك ومرتكزة فوق قاعدة معدنية. ولها رأس معدني فوق الكرة يعلوه ثقب مفتاح حيث تنزع الرأس فينزل العلك. وتوضع العملة في القاعدة وتدار يد في اتجاه عقارب الساعة بمقدار 360 درجة فتستقر العملة في قاعدة الماكينة ويُفتح المجال للعلكة أو الحلوى الصغيرة لتخرج إلى أنبوب صغير أسفل الماكينة مغلق بلسان صغير من المعدن يتدلى على فتحة الأنبوب.
وتعتمد أغلب الماكينات في إخراج العلك على آلية بسيطة وصولًا إلى الآلية الحالية غير المرئية مطلقًا (فبعد تدوير اليد تنزل العلكة خلف الباب). ومع ذلك، ففي بعض الماكينات يكون الأمر أكثر تعقيدًا. وتعتمد أغلب هذه الآليات على الطاقة الكامنة من وضع العلكة أعلى القاعدة عن طريق جعلها تتدحرج مثلًا في شكل حلزوني أو في شكل أقراص منحرفة (كل منها بزاوية ميل على غيره) حتى أدنى نقطة في التجويف السفلي. وتعتمد أيضًا الآليات الأكثر تعقيدًا على الكهرباء في تشغيل أنماط من نقل العلك قبيل إخراجها (مثل المصاعد والبكر) مثلها مثل سلالم الطائرات وهبوط الطائرات.